# Bystrzyca (powiat lubelski)
Bystrzyca – wieś w Polsce położona w województwie lubelskim, w powiecie lubelskim, w gminie Wólka. Leży  około 10 km od Lublina.
Wieś stanowi sołectwo gminy Wólka. Według Narodowego Spisu Powszechnego z roku 2011 wieś liczyła 467 mieszkańców.
Bystrzyca uzyskała lokację miejską w 1548 roku, zdegradowana po 1582 roku. Prywatne miasto szlacheckie położone było w drugiej połowie XVI wieku w powiecie lubelskim województwa lubelskiego.

## Historia
Według źródeł pochodzących z XIV i XV w., wieś w 1325 nosiła nazwę „Bestritia”, bądź „Bystrzyca Radzibogi”. Wieś nosi taką samą nazwę jak rzeka, nad którą leży – Bystrzyca, a jej herbem jest złote koło umieszczone na niebieskiej, rokokowej tarczy.
W Bystrzycy powstała pierwsza parafia na terenie późniejszej gminy Wólka. Pierwszy pleban, z 1326 roku, nosił imię Paweł, a dziesięcinę oddawały Bystrzycy Turka, Łuszczów, Długie, Sobianowice, Łysaków, Pliszczyn oraz Spiczyn, Jawidz i Kijany.
W 1452 roku w Bystrzycy zbudowano drewnianą kaplicę pw. Wniebowzięcia NMP. Obecny kościół w Bystrzycy pochodzi z lat 1709–1721, został wybudowany staraniem kanonika lubelskiego Jakuba Franciszka Żmudzkiego. Do budowy wykorzystano gotyckie drewniane portale drzwiowe. Budynek powiększono pod koniec XIX wieku. W XVII wieku w skład parafii wchodziło aż 18 wsi. Warto w nim zobaczyć XVI-wieczny obraz Silencium i XVII-wieczny krzyż umieszczony w kruchcie. W lutym 2024 podczas prac modernizacyjnych pod podłogą kościoła odkryto dwie krypty – w jednej z nich stwierdzono obecność trumny; odkryto też fragmenty murów fundamentowych z XVIII w. oraz odsłonięto dawny ceglany próg wejściowy do świątyni.
Dobra bystrzyckie należały najpierw do Kijańskich, potem Jeło-Malińskich, a w 1727 roku ich właścicielami, do czasu konfiskaty dóbr dekretem PKWN, została rodzina Rojowskich herbu Cholewa. Wznieśli oni nad brzegiem rzeki klasycystyczny piętrowy pałac, od frontu ozdobiony portykiem wspartym na czterech kolumnach, kolistym podjazdem i klombem. Na klombie w drugiej połowie XIX w. jeden z właścicieli posadził jesion płaczący, by upamiętnić narodziny swojej córki. Drzewo to było pomnikiem przyrody, ale zostało ścięte w II połowie XX wieku.
W czasie okupacji niemieckiej mieszkająca we wsi rodzina Wosiów udzieliła pomocy Lejzorowi Zandbergowi. W 1992 roku Instytut Jad Waszem podjął decyzję o przyznaniu Helenie i Pawłowi Woś tytułu Sprawiedliwych wśród Narodów Świata.
Po II wojnie światowej, w 1947 roku pałac został przejęty przez władze na mocy dekretu PKWN o reformie rolnej. Zespół pałacowo-parkowy Rojowskich przejęło kuratorium oświaty w Lublinie i utworzyło w nim dom dziecka. W 1976 roku w pałacu został otwarty Specjalny Ośrodek Szkolno-Wychowawczy dla dzieci upośledzonych umysłowo. W trakcie remontu budynku zniknęły, opisane w 1921 roku w pamiętniku Marii Rojowskiej, sztukaterie, kolumny w salonie oraz lustra. Pojawiły się korytarze, nierówne schody, a oranżerię połączono z budynkiem głównym.
W latach 1975–1998 miejscowość należała administracyjnie do województwa lubelskiego.